# Дмитрівська сільська рада (Лиманський район)
Дми́трівська сільська́ ра́да — колишня адміністративно-територіальна одиниця та орган місцевого самоврядування в Лиманському районі Одеської області. Адміністративний центр — село Дмитрівка.

## Загальні відомості
Дмитрівська сільська рада утворена в 1944 році.
- Територія ради: 47,638 км²
- Населення ради: 640 осіб (станом на 2001 рік)

## Населені пункти
Сільській раді були підпорядковані населені пункти:
- с. Дмитрівка
- с. Бутівка

## Населення
Згідно з переписом УРСР 1989 року чисельність наявного населення села становила 964 особи, з яких 440 чоловіків та 524 жінки.
За переписом населення України 2001 року в селі мешкало 640 осіб.

### Мова
Розподіл населення за рідною мовою за даними перепису 2001 року:
| Мова       | Відсоток |
| ---------- | -------- |
| українська | 90,63 %  |
| російська  | 5,78 %   |
| гагаузька  | 1,41 %   |
| болгарська | 1,25 %   |
| молдовська | 0,78 %   |
| німецька   | 0,16 %   |

## Склад ради
Рада складалася з 14 депутатів та голови.
- Голова ради: Муравйова Наталія Григорівна
- Секретар ради: Пташник Лілія Михайлівна

### Керівний склад попередніх скликань
| Прізвище, ім'я, по батькові  | Основні відомості                                                                     | Дата обрання          | Дата звільнення       |
| ---------------------------- | ------------------------------------------------------------------------------------- | --------------------- | --------------------- |
| Мандєва Надія Іванівна       | Сільський голова, 1953 року народження, член Народної партії                          | 26.03.2006            | 07.04.2010            |
| Муравйова Наталія Григорівна | Сільський голова, 1974 року народження, освіта незакінчена вища, член Партії регіонів | 31.10.2010 25.10.2015 | 25.10.2015 01.08.2020 |

Примітка: таблиця складена за даними сайту Верховної Ради України

### Депутати
За результатами місцевих виборів 2010 року депутатами ради стали:

#### За суб'єктами висування
| Суб'єкт висування | Кількість обраних депутатів | %    |
| ----------------- | --------------------------- | ---- |
| Партія регіонів   | 11                          | 78,6 |
| Самовисування     | 3                           | 21,4 |

#### За округами
| № округу        | Прізвище, ім'я, по батькові     | Дата визнання обраним | Освіта             | Партійна приналежність | Відомості про обраного депутата                                                  |
| --------------- | ------------------------------- | --------------------- | ------------------ | ---------------------- | -------------------------------------------------------------------------------- |
| Партія регіонів |                                 |                       |                    |                        |                                                                                  |
| 2               | Калашнік Ольга Сергіївна        | 04.11.2010            | середня спеціальна | позапартійна           | Дмитрівська сільська рада, касир-рахівник                                        |
| 3               | Савченко Вадим Володимирович    | 04.11.2010            | середня спеціальна | позапартійний          | приватний підприємець                                                            |
| 5               | Алексєєва Валентина Вікторівна  | 14.11.2010            | середня спеціальна | позапартійна           | Дмитрівський фельдшерсько-акушерський пункт, завідувачка                         |
| 6               | Німчук Володимир Михайлович     | 04.11.2010            | середня спеціальна | позапартійний          | Дмитрівський навчально-виховний комплекс, вчитель                                |
| 7               | Жила Лариса Яківна              | 04.11.2010            | вища               | член Народної партії   | Дмитрівський навчально-виховний комплекс загальноосвітня школа І-ІІ ст., вчитель |
| 8               | Каблаш Наталія Миколаївна       | 04.11.2010            | середня спеціальна | позапартійна           | тимчасово не працює                                                              |
| 9               | Войтенко Світлана Олександрівна | 04.11.2010            | середня спеціальна | член Партії регіонів   | Комінтернівська районна спілка, бухгалтер                                        |
| 10              | Грищенко Олена Вікторівна       | 04.11.2010            | вища               | член Партії регіонів   | тимчасово не працює                                                              |
| 11              | Бобурчак Олена Миколаївна       | 28.07.2013            | середня спеціальна | член Партії регіонів   | Дмитрівська сільська рада, в.о. секретаря                                        |
| 12              | Зайцева Світлана Миколаївна     | 04.11.2010            | середня спеціальна | позапартійна           | тимчасово не працює                                                              |
| 14              | Федченко Людмила Миколаївна     | 26.08.2012            | середня            | член Партії регіонів   | Дмитрівська сільська рада, соціальний працівник                                  |
| Самовисування   |                                 |                       |                    |                        |                                                                                  |
| 1               | Крохмалюк Лариса Леонтіївна     | 04.11.2010            | середня            | позапартійна           | тимчасово не працює                                                              |
| 4               | Ткаченко Валентина Леонтіївна   | 04.11.2010            | середня спеціальна | позапартійна           | пенсіонер                                                                        |
| 13              | Гнатів Володимир Миколайович    | 04.11.2010            | середня            | позапартійний          | Комінтернівський район електромереж, електрик                                    |